# Gramatyka języka tetum
Gramatyka języka tetum – system gramatyczny języka tetum, należącego do rodziny języków malajsko-polinezyjskich.

## Rzeczowniki
Rzeczowniki w tetum nie dzielą się na rodzaje. Ponieważ w tetum nie ma przypadków, rzeczowników nie można odmieniać (nie licząc rzeczowników pochodzenia portugalskiego). Liczbę mnogą rzeczownika tworzy się na dwa sposoby:
- poprzez dodanie po nim słowa sira (oznaczającego oni/one):

fetu „kobieta” → fetu sira „kobiety”
- poprzez zastosowanie takich zasad tworzenia liczby mnogiej, jakie są w języku portugalskim (tylko dla słów pochodzenia portugalskiego):

Estadus Unidus – Stany Zjednoczone.
W tetum liczbę mnogą stosuje się rzadziej niż w innych językach. Jej występowanie często trzeba wywnioskować z kontekstu.

### Określoność
W tetum występuje tzw. określoność. Określoność wskazuje, czy użyty rzeczownik opisuje ogólną kategorię pojęć, czy też pewien konkretny egzemplarz. Jeżeli rzeczownik w tetum jest nieokreślony, używa się po nim przedimka ida (oznaczające jeden):
labarik ida – [jakieś] dziecko.
Nie istnieje podobny odpowiednik dla rzeczowników określonych. Istnieje jednak grupa zaimków wskazujących, które zastępują przedimek:
labarik ida-ne’e – [to] dziecko
labarik ida-ne’ebá – [tamto] dziecko
labarik sira-ne’e – [te] dzieci
labarik sira-ne’ebá – [tamte] dzieci.

### Dzierżawczość
W tetum dzierżawczość można wyrazić na dwa sposoby:
- poprzez umieszczenie słowa nia między elementem posiadającym a elementem posiadanym (dopełniacz saksoński):

Cristina nia livru – książka Cristiny
- poprzez umieszczenie słowa nian po elemencie posiadającym:

povu Timór Lorosa’e nian – ludność Timoru Wschodniego.

## Czasowniki
Czasowniki w tetum mają tę samą formę bez względu na to, jaką rolę przyjmują. Sprawia to, że czasownik może pełnić jednocześnie swoją własną funkcję, a także bezokolicznika oraz gerundium.
Czasownik nie odmienia się przez osoby. By określić osobę, przed czasownikiem należy dodać do zdania podmiot gramatyczny:
| Osoba                      | Liczba | Liczba  |        |
| -------------------------- | ------ | ------- | ------ |
| Osoba                      |        | l. poj. | l. mn. |
| 1. os.                     | Ha’u   |         |        |
| 1. os. inkluzywna          |        | Ita     |        |
| 1. os. ekskluzywna         |        | Ami     |        |
| 2. os.                     | Ó      | Imi     |        |
| 2. os. (f. grzecznościowa) | Ita    |         |        |
| 3. os.                     | Nia    | Sira    |        |

Podmiotem w tetum może być dowolna osoba lub przedmiot.

### Czas przeszły
Czas przeszły tworzy się poprzez dodanie na koniec zdania słowa ona:
Ha’u han etu ona. – Zjadłem ryż.
Jeżeli wydarzenie miało miejsce przed chwilą, przed ona dodaje się tiha:
Hau haan tiha ona. – Właśnie zjadłem ryż.
Zdarza się, że czas przeszły należy wywnioskować z kontekstu:
Horisehik ha’u han etu. – Wczoraj jadłem ryż.

### Czas przyszły
Czas przyszły tworzy się poprzez dodanie przed czasownik słowa sei:
Ha’u sei fó hahán ba sira. – Dam im jedzenie.

### Tryb rozkazujący
Tryb rozkazujący tworzy się poprzez dodanie ba (iść) na końcu zdania:
Lee surat ba! – Czytaj list!
Jeżeli chcemy tylko coś zasugerować, używamy słowa lai:
Lee surat lai. – Czytaj list.
Jeżeli chcemy czegoś zakazać, używamy słów labele (nie można) lub keta (nie + czasownik):
Labele fuma iha ne’e! – Nie wolno tutaj palić!
Keta han xocolati! – Nie jedz czekolady!

### Łącznik
W tetum nie można używać słowa „być”. Jeżeli jednak chcemy zaakcentować fakt, że coś jest czymś, należy użyć słowa maka (to, to jest):
Polónia maka rai iha centru Europa nian. – Polska to kraj w środku Europy.
Do zaprzeczania używa się zaś słowa la’ós:
Timor-oan sira la’ós Indonézia-oan. – Timorczycy nie są Indonezyjczykami.

## Przymiotniki
Przymiotnik w tetum stawia się zawsze po rzeczowniku:
informasaun ruma – różne informacje.
Przymiotniki rodzime, podobnie jak rzeczowniki, nie odmieniają się przez przypadki, rodzaje ani liczby. Przymiotniki pochodzące z języka portugalskiego odmieniają się tylko według rodzajów:
governu demokrátiku – demokratyczny rząd
nasaun demokrátika – demokratyczne państwo.

### Stopniowanie
Przymiotniki w tetum stopniują się. Stopień wyższy przymiotnika tworzy się poprzez jego reduplikację:
barak „liczne” → babarak „liczniejsze”, „bardzo liczne”
di’ak „dobry” → didi’ak „lepiej”, „bardzo dobry”.
Stopień najwyższy tworzy się poprzez dodanie zwrotu liu hotu (wszystko):
Maria tuan liu hotu. – Maria jest najstarsza.
Porównania tworzy się poprzez dodanie po przymiotniku zwrotu liu duké:
Maria tuan liu duké Ana. – Maria jest starsza niż Ana.

## Przysłówki
Przysłówek w tetum tworzy się poprzez reduplikację przymiotnika lub rzeczownika:
di’ak „dobry” → didi’ak „dobrze”
loron „dzień” → loroloron „dziennie”

## Przyimki
W tetum występują dwa przyimki – iha (w) oraz ba (do, dla). Łączenie ich z kilkoma innymi słowami pozwala uzyskać więcej określeń na położenie:
iha uma laran – wewnątrz domu
iha foho tutun – na szczycie góry
iha meza leten – na tablicy
iha kadeira okos – pod krzesłem
iha rai li’ur – poza krajem
iha ema leet – między ludźmi.

## Szyk wyrazów
W tetum występuje szyk zdania SVO (tj.: dopełnienie + orzeczenie + podmiot), który jest niezmienny. Także zdania pytające mają ten szyk zdania.

### Zdania przydawkowe
W tetum zdania przydawkowe tworzy się podobnie jak w innych językach. Zdania przydawkowe zastępują w tetum stronę bierną, gdyż ta nie istnieje. Zdanie przydawkowe łączy się ze zdaniem nadrzędnym przy pomocy spójnika ne’ebé (który):
Ema ida ne’ebé administra. – Człowiek, który administruje.

### Zdania pytające
W tetum do zadawania pytań, na które można odpowiedzieć tylko tak albo nie, służą słowa ka (czy) lub ka lae (czy nie), stawiane na końcu pytania:
Nia naran António ka? – Czy jego imię to António?
Ó gosta ha’u ka lae? – Lubisz mnie?